# Omaha (Nebraska)
Omaha és una ciutat al Comtat de Douglas a l'estat de Nebraska, Estats Units d'Amèrica, d'uns 408.000 habitants (el 2010) i amb una densitat de poc més de 1.300 per km². Omaha és la ciutat més poblada del seu estat i la 40a del país, i va ser la capital del Territori de Nebraska entre 1854 i 1867.

## Persones il·lustres
- Malcolm X
- Adrianne Wadewitz
- Nicholas Sparks
- Jack & Jack
- Lawrence Klein (1920-2013) economista, Premi Nobel d'Economia de 1980.
- Montgomery Clift (1920 - 1966) actor
- Warren Buffett
- Nick Nolte[2]